# Gary Smith
Gary Smith (Harlow, 1968. december 3. –) angol labdarúgó, edző.

## Pályafutása

### Labdarúgóként
Smith az angliai Harlow városában született. Az ifjúsági pályafutását az Arsenal csapatában kezdte, majd a Fulham akadémiájánál folytatta.
1985-ben mutatkozott be a Fulham felnőtt keretében. 1987-ben a Colchester United, majd 1989-ben az Enfield szerződtette. 1990-ben a Wycombe Wanderershez igazolt. 1992 és 1997 között a Welling United, a Barnet és az Aylesbury United csapatában játszott.

### Edzőként
2008 és 2011 között az észak-amerikai első osztályban szereplő Colorado Rapids edzője volt. 2012-ben az angol Stevenage, majd 2015-ben az amerikai Atlanta Silverbacks igazolta le. 2017. április 12-én a Nashville vezetőedzője lett.

## Edzői statisztika
| Csapat              | Nemzet                    | –tól                | –ig               | Mérkőzések | Mérkőzések | Mérkőzések | Mérkőzések | Mérkőzések |
| Csapat              | Nemzet                    | –tól                | –ig               | M          | Gy         | V          | D          | Gy %       |
| ------------------- | ------------------------- | ------------------- | ----------------- | ---------- | ---------- | ---------- | ---------- | ---------- |
| Colorado Rapids     | Amerikai Egyesült Államok | 2008. augusztus 20. | 2011. november 7. | 122        | 45         | 37         | 40         | 36,9       |
| Stevenage           | Anglia                    | 2012. január 25.    | 2013. március 20. | 67         | 22         | 19         | 26         | 32,8       |
| Atlanta Silverbacks | Amerikai Egyesült Államok | 2014. december 23.  | 2016. január 11.  | 32         | 8          | 12         | 12         | 25,0       |
| Nashville (USL)     | Amerikai Egyesült Államok | 2017. április 12.   | 2019. november 3. | 77         | 37         | 22         | 18         | 48,1       |
| Nashville (MLS)     | Amerikai Egyesült Államok | 2019. november 3.   | 2024. május 16.   | 161        | 61         | 57         | 43         | 37,9       |
| Összesen            | Összesen                  | Összesen            | Összesen          | 459        | 173        | 147        | 139        | 37,7       |

## Sikerei, díjai

### Edzőként
Colorado Rapids
- US Open Cup
  - Győztes (1): 2010